# Carestia

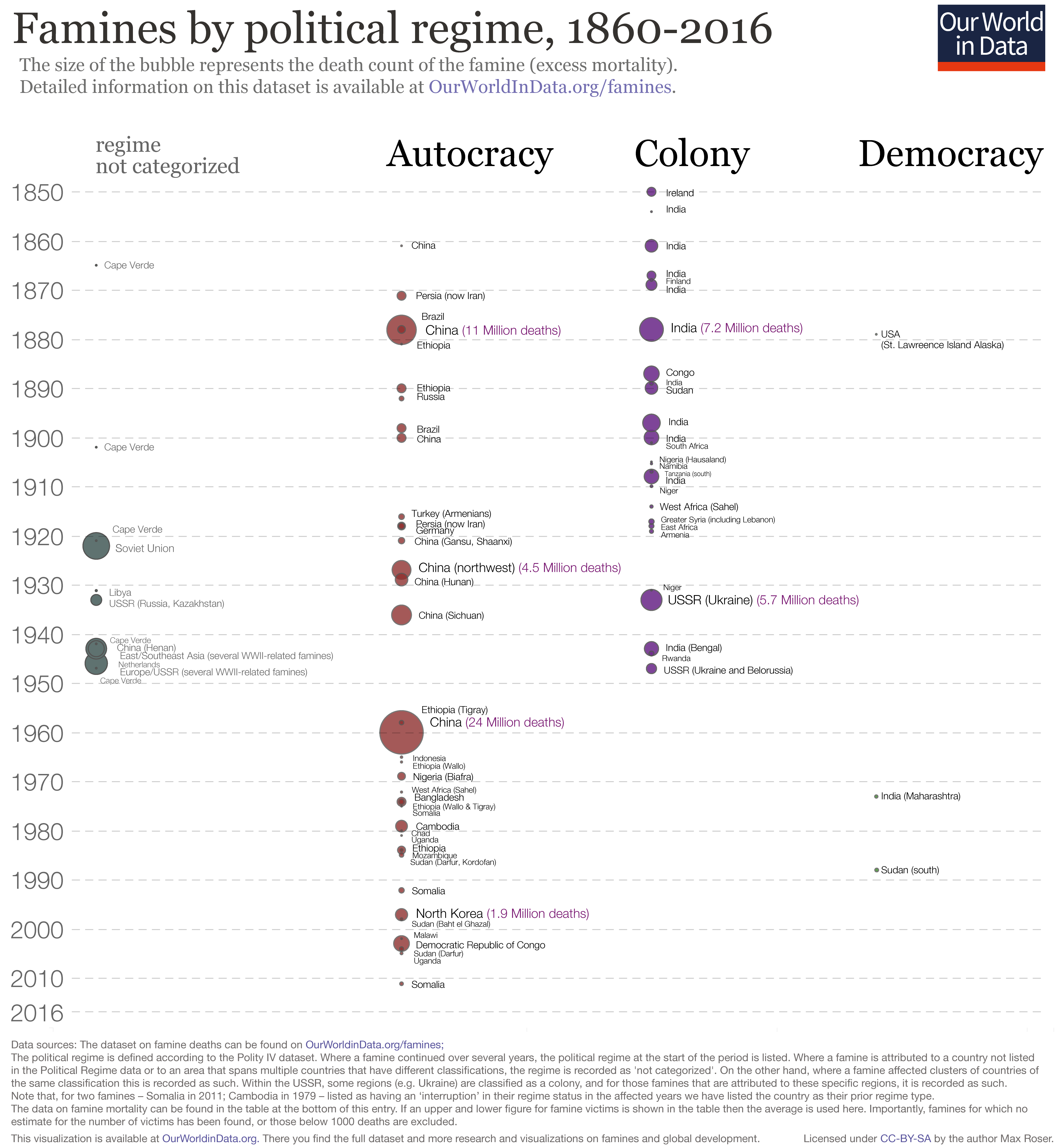
Carestie per regime politico

Una carestia è un fenomeno nel quale una larga percentuale della popolazione di una regione o di un paese è così denutrita, che muore di inedia, o altre malattie correlate.
Malgrado le più abbondanti risorse economiche e tecnologiche del mondo moderno, la carestia colpisce ancora molte parti del mondo, in particolare nei paesi in via di sviluppo.
La carestia è tradizionalmente associata al naturale ciclo del cattivo raccolto in agricoltura e alle malattie infettive; tra le cause umane il cambiamento climatico, la guerra. Nei decenni passati una visione più graduale si è focalizzata su circostanze politiche ed economiche che portano alla carestia moderna. Le moderne agenzie di assistenza categorizzano le varie gradazioni di carestia secondo delle scale di carestia.
Molte aree che hanno sofferto la carestia nel passato si sono protette attraverso lo sviluppo tecnologico e sociale. La prima area in Europa ad eliminare la carestia furono i Paesi Bassi, che ne furono vittima per l'ultima volta agli inizi del XVII secolo, dopo di che divennero una grande potenza economica e costituirono una elaborata organizzazione politica. Un economista eminente, il premio Nobel Amartya Sen, ha fatto notare che nessuna democrazia che funzioni ha mai sofferto una carestia.

## Caratteristiche della carestia

### La carestia oggi
La FAO distingue in "carestia congiunturale", la carestia provocata da eventi estemporanei acuti, mentre la "carestia strutturale" definisce uno stato di carestia permanente.
Al giorno d'oggi la carestia colpisce principalmente le nazioni africane, ma con le continue guerre, le agitazioni interne e l'instabilità economica, la carestia continua ad essere un problema per il quale soffrono milioni di individui nel mondo intero.
L'agenzia Famine Early Warning Systems Network ha assegnato alla Nigeria lo stato di emergenza nel luglio 2005, così come al Ciad, all'Etiopia, al Sudan del Sud, alla Somalia e allo Zimbabwe. Nel gennaio 2006 la FAO ha reso noto che 11 milioni di persone in Somalia, Kenya, Gibuti ed Etiopia correvano il rischio di morire d'inedia a causa della combinazione di una grossa siccità e i conflitti militari.
(EN)  Archiviato il 24 maggio 2011 in Internet Archive.
Molti ritengono che la Rivoluzione verde sia ancora la risposta alla carestia. La Rivoluzione verde ebbe inizio nel XX secolo con l'impiego di mezzi tecnici e il miglioramento genetico, in quanto contribuiscono ad aumentare e stabilizzare la produzione agricola. C'è chi critica il processo, facendo notare che i nuovi tipi di raccolti ad alta resa richiedono un utilizzo massiccio di fertilizzanti e fitofarmaci, cosa che danneggia l'ambiente; tuttavia possono essere un'opzione per i paesi in via di sviluppo che soffrono la carestia, visto che gli organismi possono essere adattati alle condizioni del paese. Essi possono essere sviluppati per fornire un nutrimento ottimale e consentire l'emergere di una popolazione ben nutrita e ben sviluppata. Alcuni dicono che i problemi della carestia e della malnutrizione sono il risultato di dilemmi etici nell'usare le tecnologie a nostra disposizione, così delle differenze culturali e di classe.
Un aspetto interessante è che un regime dietetico vegetariane consente la disponibilità di cibo per una popolazione più ampia, a confronto con le diete onnivore. Un punto di vista minoritario è che tali diete possano aiutare a prevenire le carestie.

### Cause della carestia
Le moderne carestie hanno avuto corso in nazioni che, nel loro complesso, non hanno sofferto di una scarsità di cibo. La più grande carestia mai registrata (in rapporto alla popolazione colpita) fu la Carestia delle patate in Irlanda, che cominciò nel 1845 e fu causata dal fatto che il cibo veniva inviato dall'Irlanda all'Inghilterra, poiché gli inglesi si potevano permettere di pagarlo di più. Allo stesso modo nel 1973 la carestia in Etiopia fu concentrata nella regione di Wollo, sebbene il cibo venisse inviato dalla stessa regione alla capitale Addis Abeba, i cui abitanti potevano permettersi di pagare prezzi più alti. Di contro, mentre nelle dittature dell'Etiopia e del Sudan si soffriva per la carestia tra la fine degli anni settanta e l'inizio degli anni ottanta, le democrazie del Botswana e dello Zimbabwe le evitavano, malgrado soffrissero di peggiori riduzioni nella produzione nazionale di cibo. Ciò fu possibile con il semplice espediente di creare impieghi a breve termine negli strati più esposti della popolazione, assicurandone il livello minimo di capacità salariale per acquistare il cibo, durante tale periodo, anche se tale misura fu accolta da pesanti critiche dai partiti politici dell'opposizione e da una pesante campagna mediatica.
Poiché pastorizia e agricoltura permettono di sostenere una popolazione più vasta, sia in numero che densità, un cattivo raccolto o un cambiamento delle condizioni ambientali, quale la siccità, può creare una situazione in cui un gran numero di individui vivono in aree in cui la capacità della terra di nutrirle è calata drasticamente. La totale assenza dell'agricoltura in un'area economicamente ricca non è causa di carestia, in quanto tale area è in grado di importare la gran maggioranza del cibo che le serve.
I disastri, sia naturali che causati dall'uomo, sono stati associati con la condizione di carestia sin da quando l'umanità ha imparato a scrivere. La Torah descrive come "sette anni magri" consumarono sette anni grassi, e come la "piaga delle locuste" poteva inghiottire tutto il cibo disponibile. La guerra, in particolare, era associata alla carestia, particolarmente in quelle epoche e in quei luoghi nei quali era costume condurre attacchi alla terra stessa, bruciandone i campi, o su coloro che la coltivavano.
La carestia ha un forte impatto sulla crescita demografica. Si è osservato, ad esempio, che i lunghi periodi di carestia possono portare ad una riduzione del numero di nascite femminili in alcune culture. Esperti di demografia e storici dibattono sulle cause di questa tendenza: c'è chi asserisce che i genitori selezionino deliberatamente i figli maschi, percepiti come più importanti economicamente; altri credono che si inneschi un processo biologico.
Come ha osservato l'economista Amartya Sen, la carestia è di solito un problema di distribuzione del cibo e di povertà, piuttosto che l'assoluta mancanza di cibo. In molti casi, come è accaduto nel caso del grande balzo in avanti, nella Corea del Nord nella metà degli anni novanta, o nello Zimbabwe all'inizio del 2000, la carestia è stato un risultato non intenzionale di politiche governative. La carestia può essere talvolta usata come strumento da un governo repressivo che intende eliminare gli oppositori, come nel caso della carestia ucraina degli anni trenta. In altri casi, come in Somalia, la carestia è causata dai disordini civili e dal conseguente collasso del sistema di distribuzione del cibo.
Oggi il progresso tecnico in agricoltura e l'estensione delle superfici coltivate sono utilizzati come armi contro la carestia, incrementando le produzioni agricole. Le nazioni avanzate occasionalmente condividono queste tecnologie con i paesi in via di sviluppo che sono colpiti da carestia, sebbene ci siano spesso argomentazioni ideologiche presentate dagli ambientalisti contro questo metodo. È stata attribuita spesso la mancanza di sostenibilità all'uso concomitante di fertilizzanti inorganici e fitofarmaci. In ogni caso queste innovazioni tecnologiche non possono eliminare le carestie causate dalle guerre. Allo stesso modo una maggiore resa dei raccolti non può risolvere problemi di distribuzione, specialmente se causati da interventi politici.

### Livelli di scarsità del cibo

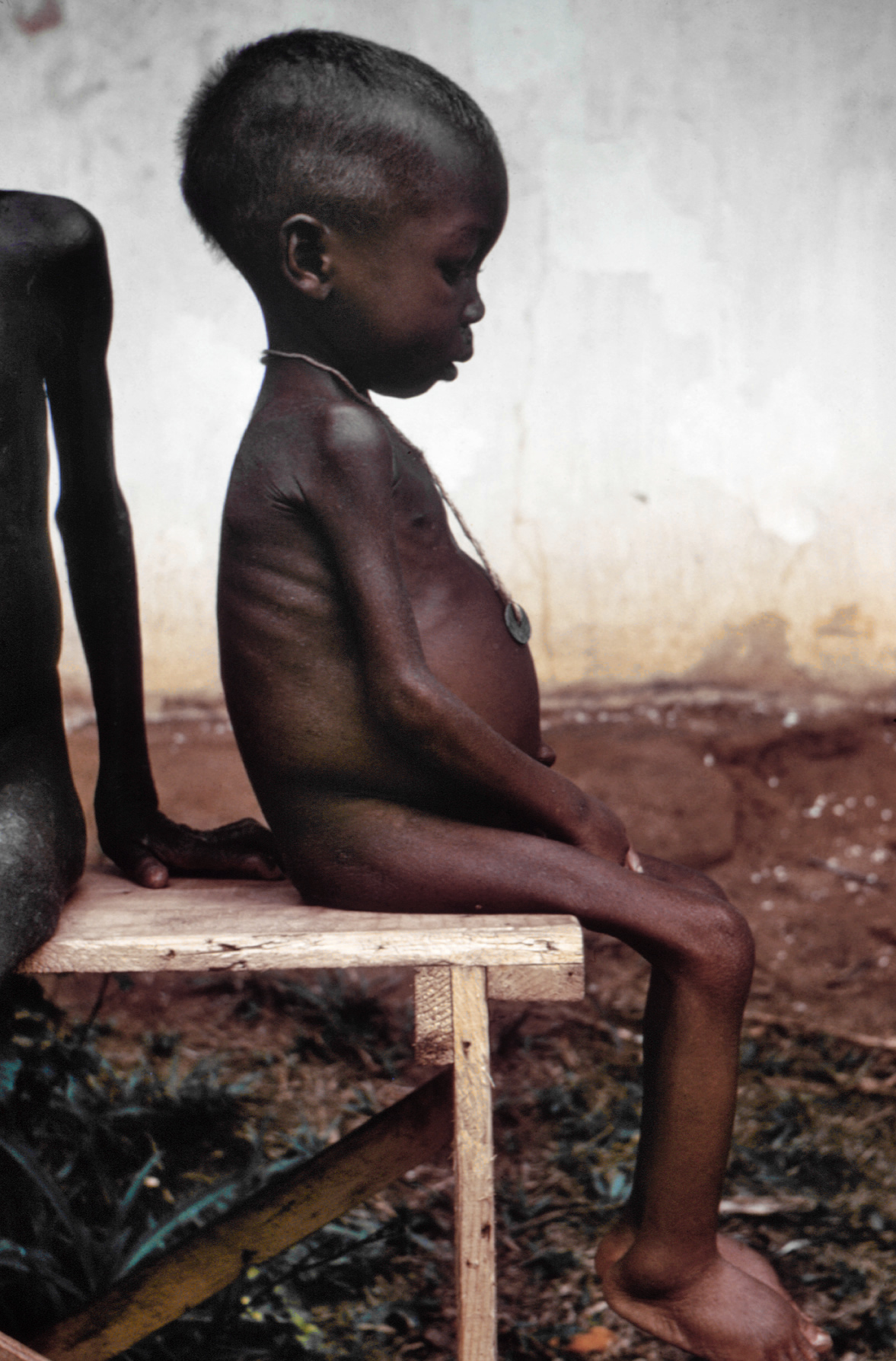
Bambina africana denutrita

Nell'era moderna i governi e le organizzazioni non governative che danno aiuto contro la carestia hanno risorse limitate con le quali far fronte a situazioni concorrenti che possono portare alla scarsità di cibo. Vari metodi per categorizzare il livello di scarsezza sono stati creati per migliorare l'efficienza degli aiuti. Uno dei primi è stato quello usato nei Codici della Carestia indiana utilizzati dai britannici nel penultimo decennio del XIX secolo. I Codici elencavano tre stadi di scarsità di cibo: prossimo alla scarsità, scarsità e carestia, ed erano essenziali nella creazione dei conseguenti avvisi di carestie o nei sistemi di misura. I primi strumenti di allarme sviluppati per monitorare la regione abitata dalla popolazione Turkana nel Kenya del nord avevano anch'essi tre livelli, ma connettevano ciascuno stadio ad una risposta pre-pianificata per mitigare la crisi e prevenire il deterioramento della situazione.
Le esperienze delle organizzazioni umanitarie nel mondo tra gli anni ottanta e novanta diedero luogo ad almeno due maggiori sviluppi: l'"approccio di sussistenza" e il crescente utilizzo di indicatori di nutrizione per determinare la gravità di una crisi. La carestia non inizia ad uccidere le persone finché non ne distrugge la sussistenza. Individui e gruppi in situazioni di estrema scarsità di cibo possono tentare di ovviare con il razionamento, trovando mezzi alternativi per incrementare l'introito e così via, prima di intraprendere misure disperate, come vendere parte della terra che coltivano. Soltanto quando tutti i mezzi di auto-sussistenza sono esauriti la popolazione colpita inizia a migrare in cerca di cibo e cade vittima dell'inedia. La carestia può allora essere vista come un fenomeno sociale, che coinvolge i mercati, il prezzo del cibo e le strutture di supporto della società. Una seconda lezione che fu tratta è che l'esaurimento di fonti di cibo rapidamente disponibili, in particolare per i bambini, fornisce una misura quantitativa della gravità della carestia.
Fin dal 2004 molte delle più importanti organizzazioni umanitarie, come il Programma Alimentare Mondiale (WFP) e la United States Agency for International Development (USAID), hanno adottato una classificazione integrata della sicurezza alimentare, ovvero una scala composta da cinque livelli per misurare intensità e grandezza. La scala di intensità usa sia le misure di sussistenza che quelle sulla mortalità e la malnutrizione infantile per categorizzare una situazione di scarsità di cibo come sicura, non sicura, crisi, carestia, grave carestia ed estrema carestia. Il numero delle morti dà una misura della grandezza della crisi, definendo "carestia minore" quella che provoca meno di 1000 decessi e "carestia catastrofica" quella che ne provoca oltre un milione.

## Carestie storiche

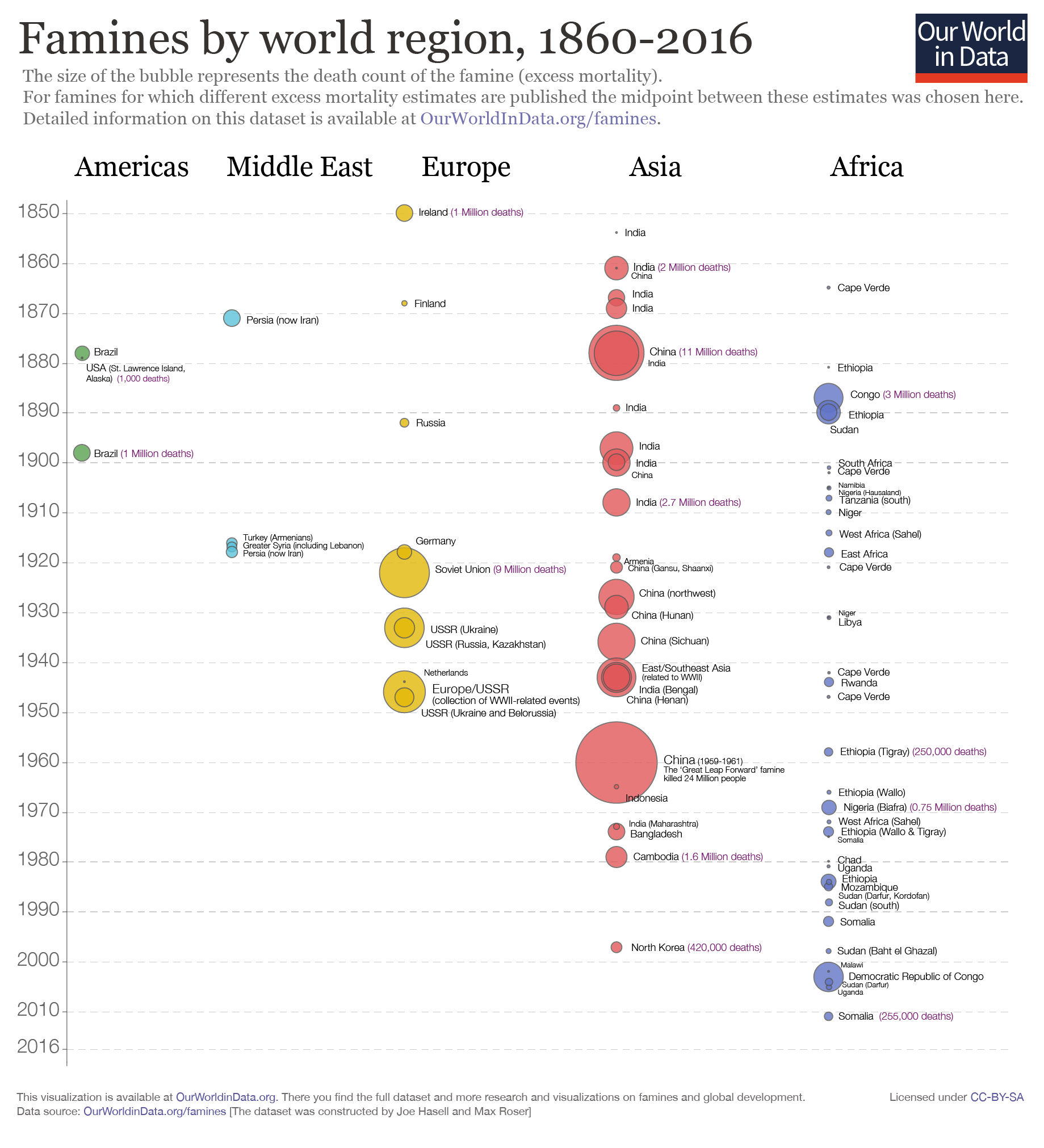
Carestie per continente

### Carestie in Europa

#### Europa occidentale
La Grande carestia del 1315-1317 (che ebbe effetti fino al 1322) fu la prima crisi che colpì l'Europa nel XIV secolo, causando la morte di milioni di persone nella regione settentrionale durante il corso di molti anni, ponendo fine ad un periodo di crescita e prosperità che era durato dall'XI al XII secolo. Cominciando col cattivo tempo nella primavera del 1315, cattivi raccolti ebbero luogo ovunque fino all'estate del 1317; da essi l'Europa non si sarebbe ripresa fino al 1322. Fu un periodo segnato da elevati livelli di attività criminale, malattie e morti di massa, infanticidi, cannibalismo.
Il XVII secolo fu un periodo di cambiamento per coloro che producevano cibo in Europa. Per secoli essi erano vissuti ad un livello di sussistenza come contadini nel sistema feudale. Essi avevano obblighi nei confronti del loro signore, che aveva sovranità sulla terra da coltivata dai suoi servi della gleba. Il signore del feudo aveva diritto ad una porzione dei raccolti prodotti e del bestiame allevato nel corso dell'anno. I servi della gleba generalmente tentavano di minimizzare il lavoro che dovevano svolgere per la produzione agricola. I loro signori raramente li spronavano ad incrementare la produzione, tranne quando la popolazione cominciava a crescere; sempre più terre venivano destinate alla coltivazione finché non venivano esaurite e i servi della gleba erano costretti a metodi produttivi più faticosi. Ciò nonostante essi cercavano di lavorare il meno possibile, utilizzando il loro tempo per attività più remunerative quali la caccia, la pesca o il riposo, fintantoché avevano sufficiente cibo per le loro famiglie. Semplicemente non era nel loro interesse produrre più di quel che avrebbero potuto mangiare loro stessi.
Durante il diciassettesimo secolo, continuando la tendenza dei secoli precedenti, ci fu un incremento nell'agricoltura orientata al mercato. I contadini, fittavoli per profitto, utilizzavano dei braccianti salariati, cosa che divenne sempre più comune specialmente nell'Europa occidentale. Era nel loro interesse produrre il più possibile per vendere le eccedenze nelle aree dove erano richieste. I contadini pagavano i braccianti in denaro, incrementando il livello commerciale della società rurale. Il commercio ebbe un profondo impatto su comportamento dei servi della gleba, facendo crescere in loro l'interesse nel produrre cibo oltre il livello di sussistenza.
Un'altra spinta a convertire le attività dei servi della gleba ad un modello commerciale fu l'incrementarsi delle tasse. Le tasse, che dovevano essere pagate al governo centrale in moneta, li costrinsero a produrre raccolti da vendere per sostenere sia i bisogni di sussistenza che i nuovi obblighi che gravavano su di loro. Essi cominciarono anche ad utilizzare la disponibilità monetaria per acquistare prodotti artigianali. L'agricoltura e lo sviluppo sociale che incoraggiavano una maggiore produzione di cibo si diffusero nel sedicesimo secolo, ma furono disincentivate dalle condizioni avverse alla produzione nelle quali si trovò l'Europa all'inizio del diciassettesimo secolo; un generale abbassamento delle temperature risalente alla fine del secolo precedente.
L'ultimo decennio del XVI secolo vide gravi carestie, come non se ne erano viste da secoli, colpire in tutta Europa tranne in alcune aree, in particolare l'Olanda. La carestia era stata relativamente rara nel sedicesimo secolo. L'economia e la popolazione erano cresciute costantemente e il livello di sussistenza della popolazione era quello garantito da un periodo di relativa pace (la maggior parte del tempo). In questo modello economico la popolazione tendeva a crescere, in quanto i popolani tendevano a distribuire il lavoro tra quante più mani possibile. Sebbene le persone che vivevano in aree densamente popolate, come l'Italia del nord, avessero imparato a incrementare la resa della loro terra attraverso tecniche come l'agricoltura promiscua, erano ancora abbastanza vulnerabili alle carestie, il che li costringeva a lavorare la loro terra in modo ancora più intensivo.
La prospettiva di inedia conduceva le persone a prendere misure disperate. Quando dovevano fronteggiare un periodo di scarsità di cibo, potevano sacrificare la prosperità a lungo termine per la sopravvivenza immediata. Avrebbero potuto uccidere gli animali da tiro, il che avrebbe ridotto la produzione negli anni a venire. Avrebbero potuto mangiare le sementi, sacrificando il raccolto dell'anno successivo nella speranza di trovare più semi. Esaurite queste misure, avrebbero cominciato a vagare in cerca di cibo. Si sarebbero spostati nelle città, dove mercanti provenienti da altre aree avrebbero potuto avere disponibilità di cibo da vendere, poiché le città ne acquistavano in quantità molto maggiori che le aree rurali. Inoltre le città organizzavano programmi di aiuti e compravano il grano per la loro popolazione per mantenere l'ordine. Con la confusione e la disperazione dei migranti, spesso li seguiva anche il crimine. Molti popolani finirono per diventare banditi semplicemente per avere da mangiare a sufficienza.
Una carestia avrebbe portato certamente a difficoltà anche negli anni a venire a causa della mancanza di riserve di sementi e della distruzione delle consuetudini, o magari per la scarsità di manodopera. Le carestie erano interpretate come un segno dell'ira di Dio; erano considerate come il distogliere dei doni divini dalla Terra. Processioni religiose ed elaborati rituali erano comuni per prevenire l'ira divina in forma di carestia.
La grande carestia che imperversò negli ultimi dieci anni del XVI secolo cominciò il periodo di carestie e di declino del secolo successivo. Il prezzo del grano era alto in tutta Europa, così come era abbondante la sua popolazione. Vari tipi di persone erano vulnerabili alla successione di cattivi raccolti che si susseguì in diverse regioni. Il crescente numero di braccianti a giornata in campagna era vulnerabile in quanto non aveva una propria disponibilità di cibo, né avevano la disponibilità salariale per acquistare il costoso grano in un anno di cattivo raccolto. I lavoratori cittadini erano parimenti a rischio perché le loro paghe non erano sufficienti a coprire il costo del grano, e, peggio, spesso ricevevano meno denaro negli anni di magra perché c'era meno disponibilità economica per i generi non essenziali. Spesso la perdita di posti di lavoro fu effetto dell'aumentare del prezzo del grano, il che portò ad un ulteriore incremento dei poveri nella popolazione urbana.
Tutte le aree dell'Europa furono gravemente colpite in questo periodo, in particolare le aree rurali. Gli olandesi furono in grado di evitare la maggior parte degli effetti della carestia, sebbene quegli anni fossero difficili anche per loro. In effetti essi non ebbero una carestia, poiché il commercio di grano di Amsterdam con la regione del Baltico garantiva che avessero sempre qualcosa da mangiare, anche se ovunque regnava la fame.
L'Olanda aveva all'epoca l'agricoltura ad orientamento più commerciale di tutto il continente, con molti raccolti commerciali come il lino, la canapa e il luppolo. L'agricoltura divenne sempre più specializzata ed efficiente. Come risultato la produttività e la ricchezza crebbero, permettendo al paese di mantenere un costante rifornimento di cibo. Per il secondo decennio del XVII secolo l'economia si era ancor più sviluppata, così che si riuscì ad evitare gli effetti peggiori del periodo di carestia.
Gli anni attorno al 1620 videro l'abbattersi di un nuovo periodo di carestie in tutta Europa. Furono carestie generalmente meno dure di quelle dei venticinque anni precedenti, ma colpirono comunque duramente alcune aree.
Il periodo che va dal 1740 al 1743 vide inverni rigidi ed estati asciutte, il che portò ad una carestia in tutto il continente con un incremento nella mortalità.
Altre aree dell'Europa hanno conosciuto carestie molto più di recente. La Francia nel XIX secolo; l'Europa orientale per tutto il XX secolo.

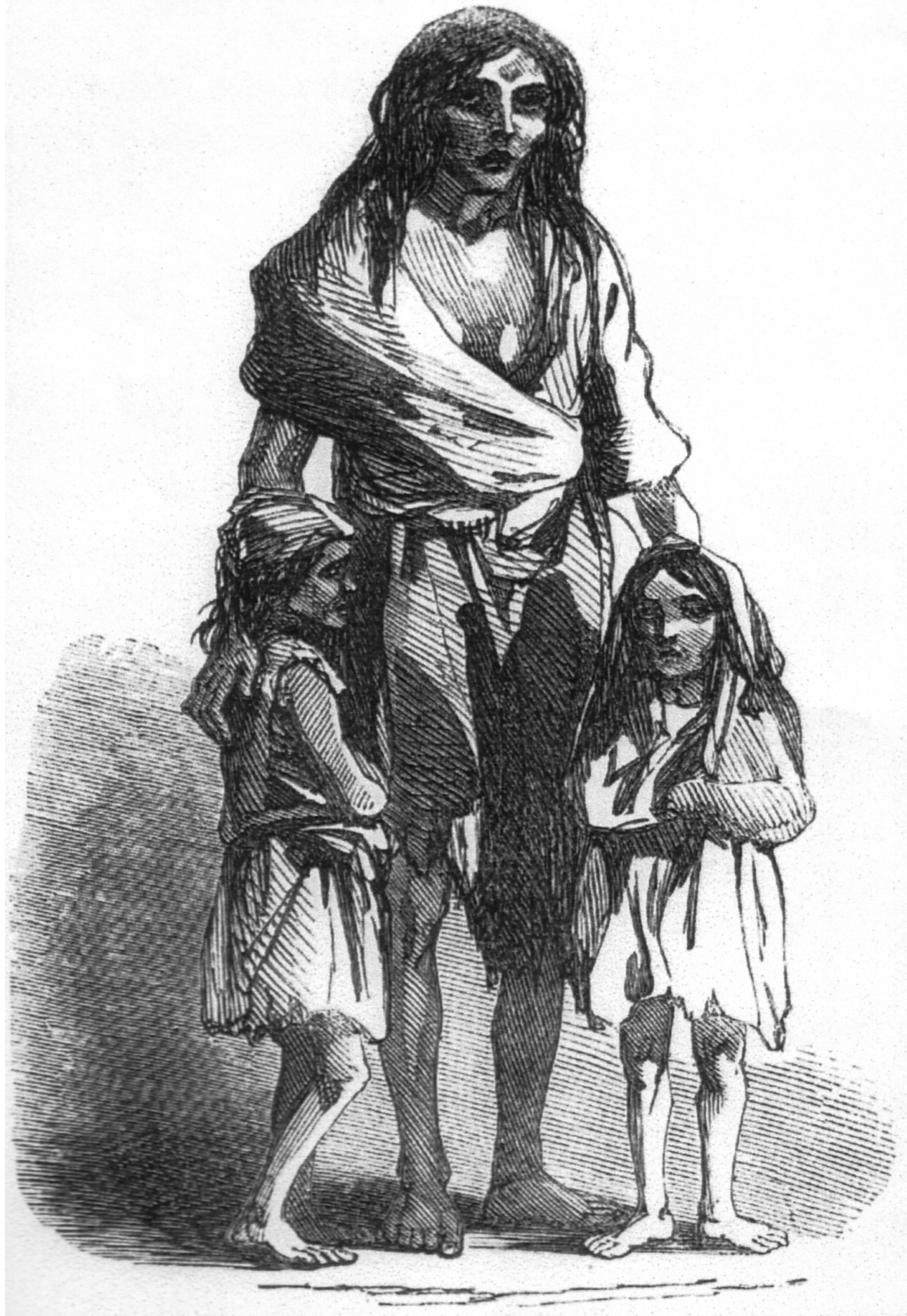
Raffigurazione di vittime della Carestia delle patate in Irlanda (1845-1849)

La frequenza della carestia può dipendere dai cambiamenti climatici. Ad esempio, durante la piccola era glaciale, e in particolare tra il XV secolo e il XVIII secolo, le carestie in Europa furono molto più frequenti che nei secoli precedenti.
A causa della frequenza della carestia in molte società, essa è stata una delle preoccupazioni principali di governi ed autorità. Nell'Europa pre-industriale i governi impiegarono vari strumenti per prevenirla, come il controllo dei prezzi, l'acquisto di riserve di cibo da altre aree, il razionamento e la regolamentazione della produzione. Molti governi erano preoccupati perché la carestia avrebbe potuto causare una rivolta e altre forme di destabilizzazione dell'ordine sociale.
Al contrario, la Carestia delle patate in Irlanda (1845-1849) fu il risultato della politica del partito britannico dei Whig al governo del Regno Unito sotto Lord Russell. A differenza di un governo che avrebbe dovuto fronteggiare una rivolta domestica, il governo di Londra mantenne il suo impegno in un'economia di tipo laissez-faire, anche quando fu evidente il grave livello di inedia in Irlanda.
La carestia tornò in Olanda durante la seconda guerra mondiale; è noto che la Hongerwinter, ultima carestia in Europa, causò la morte di circa trentamila persone.

#### Italia
I mancati raccolti furono devastanti per l'economia dell'Italia settentrionale, che aveva ben recuperato dalle precedenti carestie. Le carestie che colpirono dal 1618 al 1621 coincisero con un periodo di guerre nella regione; l'economia non si risollevò del tutto per secoli. Ci furono ulteriori gravi carestie alla fine degli anni 1640 e alcune meno severe negli anni 1670 in tutta l'Italia del nord.

#### Inghilterra
L'Inghilterra fu un altro dei paesi distanziati dal progresso olandese, ma per la metà del XVII secolo il prodotto della loro agricoltura industriale era commercializzato su vasta scala. L'ultima carestia in tempo di pace colpì tra il 1623 e il 1624. Ci furono ancora periodi di fame, come in Olanda, ma non ci furono più carestie.

#### Irlanda
Nel 1845 l'Irlanda fu colpita dalla Great Famine (An Gorta Mór in gaelico), ovvero la Grande Carestia, che colpì la raccolta delle patate, l'alimento principale per la maggior parte della popolazione. Una considerevole parte della popolazione morì, un'altra grandissima parte lasciò il paese dando vita a una delle più ingenti emigrazioni della storia: milioni di profughi si imbarcarono verso l'America e la Gran Bretagna, spesso sulle cosiddette Coffin ships (Bare galleggianti), imbarcazioni non adatte a salpare per l'Oceano Atlantico e che causarono un numero elevatissimo di morti.
Tra morti ed emigranti la Grande Carestia portò la popolazione irlandese da circa 8 milioni di persone a circa 4,4 nel 1911.

#### Islanda
Nel 1783 eruttò il vulcano Laki nell'Islanda centro-meridionale. La lava causò pochi danni diretti, ma la cenere e il diossido di zolfo si sparsero per la maggior parte del territorio, causando la morte dei tre quarti degli armenti islandesi. Nella conseguente carestia morirono circa diecimila persone, un quinto dell'intera popolazione.

#### Russia e URSS
È noto che siccità e carestie nell'Impero russo ebbero luogo ogni 10 o 13 anni, con le siccità mediamente verificatesi ogni 5 o 7 anni. Le carestie continuarono nell'era dell'Unione Sovietica; la più famosa fu la Holodomor in Ucraina (1932-1933). L'ultima grave carestia in URSS ebbe luogo nel 1946 a causa di una terribile siccità.

### La carestia in Africa
Nella metà del XXII secolo a.C. un breve e repentino cambiamento climatico causò la riduzione delle piogge e diversi secoli di siccità nell'Alto Egitto. La carestia e la guerra civile conseguente si pensa siano state decisive per il collasso dell'Antico Regno.
Un racconto del Primo periodo di interregno afferma che "Tutto l'Alto Egitto stava morendo di fame e la gente mangiava i propri figli". ()
La carestia è stata diffusa in tutta l'Africa anche nell'era moderna. Molti paesi africani non sono autosufficienti nella produzione di cibo, affidandosi ai guadagni dei raccolti da esportazione per importare cibo. L'agricoltura è soggetta alle fluttuazioni climatiche, specialmente alle siccità, che possono ridurre la disponibilità locale di cibo. Altri tipi di problemi includono l'infertilità del suolo, la degradazione della terra e l'erosione, gli sciami di locuste del deserto che possono distruggere i raccolti e causare malattie del bestiame.
Altri fattori rendono difficile la disponibilità di cibo in Africa, tra cui l'instabilità politica, i conflitti armati e la guerra civile, la corruzione e l'incapacità di gestire le riserve alimentari, e le politiche commerciali che danneggiano l'agricoltura africana. Un esempio di una carestia creata dagli abusi umani è la carestia del Sudan del 1998. L'AIDS ha anche effetti economici a lungo termine in quanto riduce la disponibilità di manodopera.
In tempi recenti la carestia ha colpito l'Etiopia nel 1973 e nella metà degli anni ottanta, il Sudan alla fine degli anni settanta e ancora nel 1990 e nel 1998, mentre dal 2011 una forte carestia sta colpendo il Corno d'Africa, riducendo alla fame quasi 10 milioni di persone.

### Carestie in Asia

#### Cina
Si dà credito alla burocrazia Qing, che prestò molta attenzione ad evitare le carestie, di aver risparmiato alla Cina molti degli effetti delle siccità e delle inondazioni causate in Asia da El Niño, anche se in quel periodo gli effetti si ritiene siano stati inferiori a quelli che indussero gravi carestie nel XIX secolo. La Cina Qing poteva contare su ampi invii di cibo, sull'obbligo per i ricchi di aprire i loro magazzini in caso di carestia, sulla regolamentazione dei prezzi come contributo dello stato alla sussistenza dei lavoratori della terra (i ming-sheng).
Quando la monarchia, sottoposta a troppe pressioni, dovette convertire gli aiuti da invii di cibo ad assistenza monetaria nella metà del XIX secolo, il sistema collassò. Sebbene la Restaurazione Tongzhi fosse riuscita ad alleviare gli effetti di una carestia nel 1867-68, la successiva carestia nel 1877-78, causata dalla siccità nella parte settentrionale del paese, fu una vera catastrofe. La provincia di Shanxi letteralmente si spopolò a causa della mancanza di granaglie e la popolazione disperata utilizzò campi, foreste, addirittura le loro stesse case come fonte di nutrimento. Si calcola che morirono tra i nove e i tredici milioni di persone.
All'inizio degli anni cinquanta, nella Repubblica popolare cinese, Mao Zedong avviò una serie di riforme tra cui quella agraria. Già nel primo piano quinquennale, di ispirazione sovietica, si vedeva la volontà di privilegiare l'industria pesante a scapito dell'agricoltura, punto di forza dell'economia cinese. Pur essendo stato predisposto un secondo piano quinquennale, esso perse importanza di fronte al grande balzo in avanti (1958-1960), nel quale si avvertì un significativo distacco dalla linea dell'Unione Sovietica: venne avviata la collettivizzazione delle terre ed incoraggiato ogni sforzo per la produzione di materiali industriali come l'acciaio.
Il Grande balzo in avanti è oggi visto in Cina e all'estero come un grande disastro economico. Una serie di errori, come lo sforzo profuso in progetti di irrigazione grandiosi quanto non supportati da tecnici competenti; il credito dato a teorie agricole, oggi screditate, dei biologi sovietici Trofim Lysenko e Teventy Maltsev, che portò a piantare le sementi troppo vicine o troppo in profondità; la propaganda ad ogni costo favorevole alla collettivizzazione e la scarsità di informazioni sulla crisi in atto; tutto ciò sfociò nei Tre anni amari di carestia del 1959-61. La grande carestia cinese è conosciuta anche come i Tre anni di disastri naturali in quanto le "innovazioni" all'agricoltura coincisero con disgraziati eventi naturali quali siccità e alluvioni. Nel luglio del 1959 il Fiume Giallo allagò la Cina orientale; questo solo evento causò, direttamente o indirettamente, circa tre milioni di morti.
Dopo tre anni di disastri e, si stima, circa trenta milioni di morti, Mao invertì le politiche di collettivizzazione agricole, che finirono di essere effettive nel 1978.

#### India
Ci furono 14 carestie in India tra l'XI e il XVII secolo. B.M. Bhatia crede che le prime carestie ebbero carattere prevalentemente locale, e che soltanto dopo il 1860, sotto il governo inglese, una carestia ebbe a significare la mancanza di cibo estesa a tutta la nazione. Ci furono circa 25 carestie maggiori dagli stati come il Tamil Nadu nel sud al Bihar e al Bengala nell'est durante la seconda metà del XIX secolo, che uccisero tra trenta e quaranta milioni di indiani. Le carestie furono causate sia da scarsità di piogge che dalle politiche economiche e amministrative inglesi, che dal 1857 avevano portato alla conversione delle campagne locali in piantagioni possedute da stranieri, avevano posto restrizioni al commercio interno e una pesante tassazione per supportate le fallite spedizioni britanniche in Afghanistan (vedi la Seconda guerra anglo-afgana), creato misure inflazionistiche che avevano aumentato il prezzo del cibo e costretto all'esportazione di raccolti basilari dall'India all'Inghilterra.
Alcuni cittadini britannici, come William Digby, si batterono per delle riforme politiche e un piano di aiuti contro la carestia, ma il viceré britannico in India Lord Lytton si oppose ai cambiamenti che, credeva, avrebbero stimolato la pigrizia dei lavoratori indiani. La prima, la Carestia del Bengala del 1770, si stima abbia causato circa dieci milioni di morti, mentre la Carestia del Bengala del 1943-1944 — una delle più devastanti — ne causò da tre a quattro milioni durante la seconda guerra mondiale.
Le osservazioni della Commissione per la Carestia del 1880 sostengono la teoria che la causa principale delle carestie non fu la scarsità di cibo, bensì la cattiva gestione della sua distribuzione. Si osservò che ciascuna provincia dell'India britannica, inclusa la Birmania, ebbe un surplus di granaglie, e il surplus annuale fu di 5,6 milioni di tonnellate. A quel tempo, l'esportazione annuale di riso e altri cereali era approssimativamente di un milione di tonnellate.
Nel 1966 ci fu quasi una ripetizione nel Bihar, quando gli Stati Uniti destinarono novecentomila tonnellate di cereali per combattere la carestia. È l'episodio più prossimo ad una carestia dell'India indipendente, ed è illuminante delle reazioni e dell'operato di un governo democratico, in contrasto al governo coloniale, nell'evitare disastri di questo tipo.

#### Corea del Nord
La carestia colpì la Corea del Nord nella metà degli anni novanta a causa di inondazioni senza precedenti. La società industriale e autarchica coreana aveva ottenuto abbastanza cibo da essere autosufficiente nei decenni precedenti attraverso un'industrializzazione massiccia dell'agricoltura. Tuttavia il sistema economico si basava sulla massiccia importazione di carburanti fossili, principalmente dall'Unione Sovietica e dalla Repubblica popolare cinese. Quando il collasso dei Sovietici e il cambiamento del mercato cinese verso l'accumulo di valuta forte, dovendone pagare il pieno prezzo l'economia della Corea del Nord arrivò al collasso. Il vulnerabile settore agricolo ebbe gravi problemi nel 1995-96, arrivando così ad una vera e propria carestia nel 1997-99. Centinaia di migliaia, se non milioni, morirono d'inedia (le stime variano da 200000 a 3,5 milioni). Il paese non è tornato all'autosufficienza se non in tempi recenti e ha fatto affidamento su forniture di cibo da parte di Cina, Giappone, Corea del Sud e Stati Uniti. Di recente la Corea del Nord ha richiesto che gli aiuti non vengano più inviati.

#### Vietnam
Diverse carestie hanno colpito il Vietnam. L'occupazione giapponese durante la seconda guerra mondiale causò la Carestia vietnamita del 1945, con due milioni di morti. A seguito dell'unificazione della nazione dopo la Guerra del Vietnam, ci fu una breve carestia negli anni ottanta, a seguito della quale molte persone lasciarono il paese.